# Find Me (EP de Christina Grimmie)
Find Me es el EP debut de la cantante, compositora y estrella estadounidense de YouTube, Christina Grimmie. Fue lanzado digitalmente el 14 de junio de 2011. Las copias físicas del álbum de Christina fueron vendidas en presentaciones y apariciones durante giras. Lanzado independientemente, el álbum fue un completo éxito comercial. Debutó en el número #35 en el Billboard 200 de Estados Unidos. El álbum entró en el top 10 en el Independent Albums en los Estados Unidos, debutando y alcanzando la posición #6. El álbum también ha sido un éxito en el Digital Albums Chart de Billboard, debutando en la posición #11.
El primer sencillo del álbum, «Advice» fue lanzado en Radio Disney el 11 de junio de 2011 y alcanzó la posición #3 en el Top 30 Countdown de Radio Disney. La canción contó con recepción positiva por parte de los fanes, recibiendo un 95% de aprobación por oyentes de Radio Disney. En descargas digitales, «Liar Liar», debutó en la posición #15 en el Top Heatseekers Single Charts de Billboard.

## Antecedentes

### Grabación y desarrollo
Grimmie comenzó a publicar covers de canciones en su cuenta oficial de YouTube oficial (zeldaxlove64) en el verano de 2009 (17 de julio). Según Grimmie, su amiga arábica la persuadió de publicar vídeo en el famoso sitio web de vídeos. Después de recibir comentarios positivos de sus presentaciones, Grimmie empezó a subir vídeos de ella misma interpretando covers con frecuencia, usualmente titulado "Yo cantando...". Por ejemplo, publicó vídeos de ella misma interpretando covers del éxito de Miley Cyrus «Party in the U.S.A.» y «When I Look at You». Obteniendo más popularidad en YouTube, Grimmie finalmente se puso en contacto con Kurt Hugo Schneider (a través de su compañero de YouTube, Tiffany Alvord con quien ella grabó un dueto). Schneider y Grimmie grabaron un medley de canciones de Miley Cyrus que rápidamente se convirtieron en los vídeos más vistos de Christina Grimmie. Después de ver este vídeo, el padrastro de Selena Gomez contactó a Christina para ser su mánager.
Debido a su popularidad, Grimmie comenzó a recibir la atención de los medios, comenzando por The Hollywood Gossip quienes publicar un artículo sobre Grimmie y su música, comparándola con Selena Gomez. Después de que el artículo fue publicado, el bullicio en torno a Christina se elevó, y muchos empezaron a compararla con la cantante Rebecca Black, quien también obtuvo fama gracias a YouTube. Las comparaciones solo condujeron a un mayor interés hacia Grimmie. Después de ganar más de 17.000.000 de visitas en sus vídeos, Grimmie se enfocó en grabar más material original. A pesar de querer publicar singles en iTunes, ella indicó que tuvo instrucciones de su mánager de no hacer hasta tener un álbum completo. Ella escribió «Advice» y junto al exguitarrista de Selena Gomez & the Scene, Ethan Roberts, escribieron «Liar Liar» y «Unforgivable».

## Estilo musical
La música encontrada en el álbum es generalmente pop y dance. Grimmie describió la música diciendo: "mi música es un poco pop, un poco dance y tiene un poco de vocales urbanos [...] tiene un poco de todo realmente". Ella también dijo que era fan de la voz de Christina Aguilera.

## Lanzamiento y promoción
El álbum había sido anticipado desde comienzos de 2011, cuando Grimmie anunció que estaba trabajando en un álbum, el cual sería lanzado más tarde ese mismo año. El álbum fue finalmente publicado digitalmente el 14 de junio de 2011. El álbum no fue lanzado físicamente, solo como un EP, y no como un álbum debut oficial. El álbum de 8 canciones fue lanzado no solo en Estados Unidos, sino también en Canadá, Australia, Europa y Reino Unido. Find Me fue ofrecido por un bajo precio de $5.99, con lo cual Grimmie dijo que así todos podrían comprarlo. El álbum fue promovido principalmente a través del canal oficial de Grimmie en YouTube. Christina con frecuencia, subía vídeos informando a sus visitantes sobre la fecha de lanzamiento del álbum. El día antes de que el álbum fuese lanzado, Grimmie publicó clips de aproximadamente 20 a 30 minutos de cada canciones del álbum en su canal oficial. También, el 13 de junio, Grimmie hizo una aparición en Good Day New York, en donde después de ofrecer una breve entrevista, interpretó su sencillo debut «Advice». 
Más tarde ese día, ella también dio una entrevista en ABC News, en el cual ella habló sobre el álbum, la gira y su popularidad en YouTube. También ha realizado entrevistas con el canal musical MTV, así como ClevverTV. También promocionó el álbum al presentarse en el Concert For Hope, junto con Selena Gomez & the Scene. Durante el concierto, Christina interpretó dos canciones originales, así como un cover.  
Aparte de sus presentaciones en televisión, Grimmie también promocionó el álbum realizando una gira durante todo el verano de 2011, como el acto de apertura de Selena Gomez & the Scene. El padre de Selena Gomez es el mánager de Grimmie, y agendo los shows para Grimmie. El tour tuvo 31 shows, en el cual Grimmie formó parte de la mayoría de ellos. Todos los shows tuvieron lugar en Norteamérica, y se expandirá en ciudades como St. Augustine, Floria hacia Las Vegas, Nevada. Grimmie se presentó primero en la gira, seguido de Allstar Weekend, quienes entonces presentarán a Selena Gomez & the Scene. La gira, titulada We Own the Night Tour, comenzó el 24 de julio de 2011 en Costa Mesa (California), y terminó en Puyallup (Washington) el 12 de septiembre, con una duración de casi seis semanas.      
En 2012, Grimmie publicó una versión acústica de la canción «Find Me» en conjunto con DS2DIO para su show REMIXED.

### Sencillos
- «Advice» fue lanzado como el primer sencillo, siendo publicado exclusivamente para Radio Disney el 11 de junio de 2011.[7] Tras su lanzamiento, la canción contó con críticas generalmente positivas, con un alto índice de audiencia de oyentes con 95% de personas quienes votaron dando a la canción opiniones positivas.[8] Alcanzó la posición #3 en el Top 30 Countdown de Radio Disney. El vídeo musical fue publicado el 19 de julio de 2011.

- «Liar Liar» se convirtió en la primera canción de Grimmie en entrar en los charts, debutando en el #15 en el Top Heatseekers de Billboard en Estados Unidos. Liar Liar más tarde fue lanzado como sencillo en Radio Disney.

## Recepción de críticas
Selena Gomez expresó su apoyo para el álbum en su cuenta de Twitter, animando a sus fanes a comprar el álbum y dando a conocer que el tema Liar Liar era su canción favorita.

## Recepción comercial
Find Me debutó en el #35 en el Billboard 200 en Estados Unidos. El álbum ingresó en el Top 10 de Independent Albums en Estados Unidos, debutando y alcanzando la posición #6. El álbum también tuvo éxito los Digital Albums Charts de Billboard, alcanzando el #11.

## Lista de canciones
| No. | Título               | Compositor(es)                                           | Productor(es)        | Duración |
| --- | -------------------- | -------------------------------------------------------- | -------------------- | -------- |
| 1.  | "Ugly"               | Christina Grimmie                                        |                      | 3:09     |
| 2.  | "Unforgivable"       | Grimmie, Ethan Roberts                                   | Teddy Scott          | 3:53     |
| 3.  | "Advice"             | Grimmie                                                  |                      | 3:35     |
| 4.  | "King of Thieves"    | Aimée Proal, Jens Gad, Vincent Stein, Konstantin Scherer | Beatzarre, Djorkaeff | 4:30     |
| 5.  | "Not Fragile"        | Grimmie, Khara Lord, Brennan Aerts                       | Brennan Aerts        | 3:31     |
| 6.  | "Find Me"            | Grimmie                                                  | Kurt Hugo Schneider  | 3:36     |
| 7.  | "Liar Liar"          | Grimmie, Roberts                                         | Teddy Scott          | 3:26     |
| 8.  | "Counting"           | Grimmie, Khara Lord, Brennan Aerts                       | Brennan Aerts        | 3:19     |
| 9.  | "Find Me" (Stripped) | Grimmie                                                  |                      | 4:15     |

## Posicionamiento
| Listas (2011)           | Posición |
| ----------------------- | -------- |
| Canadian Albums Chart   | 44       |
| U.S. Billboard 200      | 35       |
| U.S. Digital Albums     | 11       |
| U.S. Independent Albums | 6        |